# Ойген Штайнах
Ойген Штайнах (нім. Eugen Steinach; 22 січня 1861, Гоенемс, Форарльберг — 14 травня 1944, Терріте поблизу Монтре, Швейцарія) — австрійський фізіолог, піонер сексології.

## Біографія
Ойген Штайнах народився в 1861 році у сім'ї лікаря єврейського походження. Вивчав медицину в Женевському та Віденському університетах.

### Наукова кар'єра
1886 року захистив докторську дисертацію в Інсбруцькому університеті й впродовж багатьох років займав посаду асистента Евальда Герінга в Карловому університеті у Празі. У 1890 році Е. Штайнах отримав право викладати фізіологію в даному вищому навчальному закладі, в 1895 році — звання екстраординарного професора, в 1907 році — ординарного професора. Заснував першу серед німецькомовного простору лабораторію загальної та порівняльної фізіології.
1912 року Штайнах переїхав до Відня, де очолив відділення біологічних досліджень Австрійської академії наук. Найбільш відомі роботи Ейгена Штайнаха присвячені фізіології контрактильної субстанції, фізіології чуттєвого і нервового збудження та фізіології сексу.

### Дослідження в області фізіологічної регенерації
Сумніви в науковому світі викликали дослідження професора в області фізіологічної регенерації. Ейген Штайнах робив спроби домогтися омолодження людини шляхом трансплантації яєчок. Разом із Робертом Ліхтенштерном Штайнах був основним пропагандистом цього методу омолодження. Він також пропонував використовувати трансплантацію яєчок в якості «терапії» для гомосексуалів. Після 1945 року спірний метод ксенотрансплантації був забутий.
Штайнах також намагався домогтися ефекту омолодження за допомогою операції вазектомії. Найвідомішими з його пацієнтів були психоаналітик Зигмунд Фрейд та лікар-ортопед Адольф Лоренц. За методом Штайнаха британський лікар Норман Гейр провів в 1934 році омолодження лауреата Нобелівської премії Вільяма Батлера Єйтса.
Після аншлюсу Австрії в 1938 році, Ейген Штайнах так і не повернувся на Батьківщину зі Швейцарії, де проходив санаторне лікування. Там він і помер у 1944 році.